# Ululodes banksi
Ululodes banksi är en insektsart som beskrevs av Van der Weele 1909. Ululodes banksi ingår i släktet Ululodes och familjen fjärilsländor. Inga underarter finns listade i Catalogue of Life.